# Roger Désormière
Roger Désormière (Vichy, 13 settembre 1898 – Parigi, 25 ottobre 1963) è stato un flautista, compositore e direttore d'orchestra francese.
Si dedicò soprattutto alla divulgazione della musica contemporanea, in particolare di quella di scuola francese, e della musica per balletto. È ricordato anche per aver diretto nel 1941, durante l'occupazione nazista di Parigi, una delle prime complete - e probabilmente una fra le migliori - registrazioni dell'opera  Pelléas et Mélisande di Claude Debussy.

## Biografia
Désormière frequentò al conservatorio di Parigi corsi di flauto con Philippe Gaubert e di armonia con Xavier Leroux, di guida orchestrale con Vincent d'Indy e di contrappunto e fuga con Charles Koechlin. Formò con Henri Sauguet, Maxime Jacob ed Henri Cliquet-Pleyel, l'École d'Arcueil, che crebbe sotto l'egida di Erik Satie, con cui avrebbe poi collaborato a lungo. Insieme a Serge Nigg, Louis Durey ed Elsa Barraine fondò anche l'Association française des musiciens progressistes.
Diresse a Parigi le orchestre dei Balletti svedesi (fra il 1924, con la prima del Relâche, e il 1925), dei Balletti russi di Sergej Djagilev (fra il 1925 e il 1929), dell'Opéra-Comique (1936 - 1944) e del Teatro dell'Opéra (nel biennio 1945 - 1946, dopo l'abbandono di Reynaldo Hahn). Dal 1947 al 1951, succedendo a Manuel Rosenthal, fu alla guida dell'Orchestre nationale de France (il suo posto venne poi preso da Maurice Le Roux).
In carriera diresse anche al teatro alla Scala, al Covent Garden e al Teatro dell'Opera di Monte-Carlo. Compose musiche di scena per il teatro, un'operetta e diverse colonne sonore per film della Pathé-Nathan (fra cui Entr'acte di René Clair, La Règle du jeu, Arlette et l'amour, L'Homme du jour...). Collaborò anche con Francis Picabia.
Nel 1923 fu il dedicatario della partitura di La création du monde di Darius Milhaud, di cui lui diresse la première con i Balletti svedesi.
Quando registrò l'opera di Debussy, Désormière era ormai all'apice della carriera come direttore d'orchestra ma, già precedentemente, aveva avuto modo di farsi apprezzare anche come flautista. Nel suo repertorio figurano lavori di Olivier Messiaen, Pierre Boulez, Henri Dutilleux e Maurice Duruflé. Come studioso recuperò anche opere di  François Couperin, Jean-Philippe Rameau e Michel Richard Delalande.
Nel 1950, durante un viaggio in Italia, rimase vittima, a Roma, di un ictus cerebreale che gli causò una paralisi che lo costrinse ad abbandonare ogni attività. Patendo una grave afasia, perse di fatto l'uso della parola. Sposato con Colette Steinlen, figlia del disegnatore e pittore Théophile-Alexandre Steinlen, è morto a causa di un cancro ai polmoni.
Il compositore francese Henri Sauguet lo ha definito la guida, il rivelatore, l'animatore e l'apostolo che ha fatto brillare l'arte musicale contemporanea.